# Psychotria gaboonensis
Psychotria gaboonensis är en måreväxtart som beskrevs av Markus Ruhsam. Psychotria gaboonensis ingår i släktet Psychotria och familjen måreväxter. Inga underarter finns listade i Catalogue of Life.